# Ikeda Museum of 20th Century Art
Das Ikeda Museum of 20th Century Art (池田20世紀美術館) ist ein Kunstmuseum in der Stadt Ito, Präfektur Shizuoka. Es wurde im Mai 1975 eröffnet und war das erste Museum in Japan, das sich speziell der Kunst des 20. Jahrhunderts widmete. Es liegt an der Keyaki-Straße in der Nähe des Ippeki-Sees auf der Halbinsel Izu und ist ein beliebtes Ausflugsziel für Kunstliebhaber und Touristen. Das Gelände und das Museumsgebäude sowie die meisten der rund 1400 Exponate der ständigen Sammlung wurden von Eiichi Ikeda, dem Gründer der Nichireki Co. gestiftet.

## Architektur

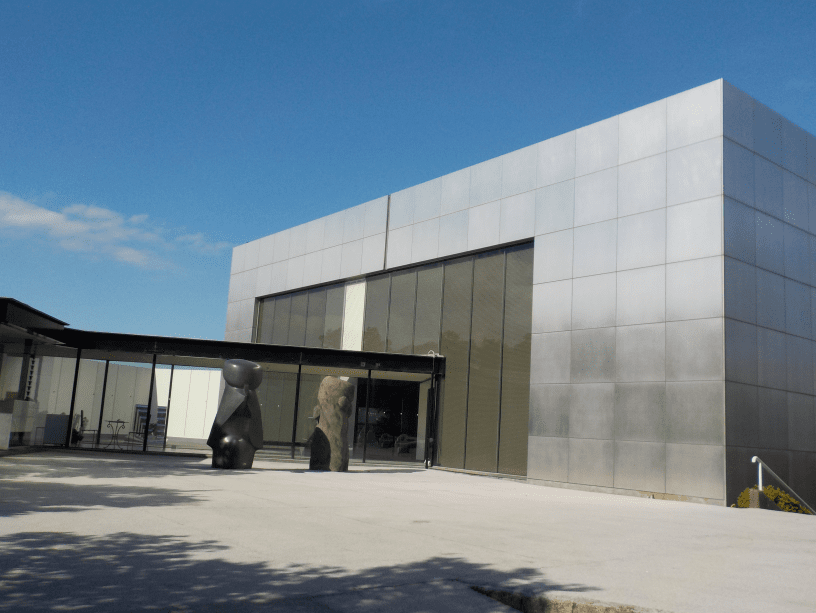
Ikeda Museum of 20th Century Art (Eingang)

Das vom Bildhauer Bukichi Inoue (* 8. Dezember 1930 im Dorf Muro, Uda-gun, Präfektur Nara, heute Uda: † 26. September 1997, Yokohama, Präfektur Kanagawa) entworfene Museumsgebäude besticht durch seine moderne Architektur. Bukichi Inoue arbeitete an der Verbindung von Architektur und Skulptur. Er entwarf auch ein Gebäude für das Freilichtmuseum Hakone (彫刻の森美術館) in der Präfektur Kanagawa sowie Skulpturen und Installationen für den öffentlichen Raum und Skulpturenparks.  Es war das erste Gebäude in Japan, dessen Außenwände mit einer Edelstahlverstärkung versehen wurden. Der kubische Bau mit seinen organischen Räumen bietet eine besondere Atmosphäre für die Präsentation der Kunstwerke.
Das Léger Tea House im Ikeda Museum beherbergt die Léger Gallery, in der auch wechselnde Ausstellungen von Gemälden, Fotografien und kleinen Skulpturen gezeigt werden.

## Sammlung

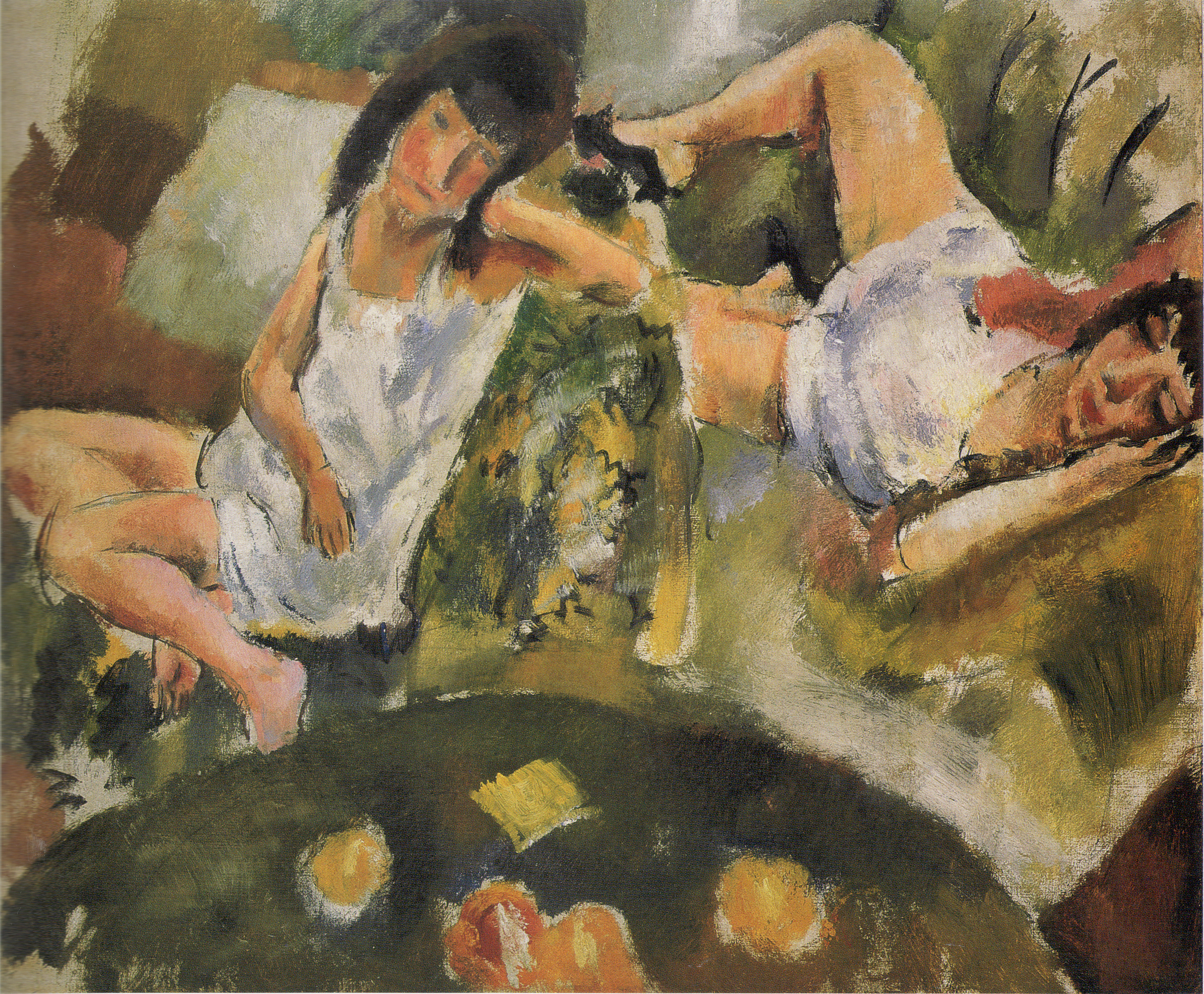
Jules Pascin, Siesta, 1913.

Die Sammlung des Museums umfasst rund 1400 Werke, die sich mit dem Thema „Menschlichkeit“ auseinandersetzen. Sie umfasst Meisterwerke internationaler Künstler wie Pierre-Auguste Renoir, Pierre Bonnard, Pablo Picasso (Musketier mit Taube, 1969), Fernand Léger, Joan Miró (Figur vor Meer, 1938), Henri Matisse (Mimosa, 1949), Moise Kisling (Weiblicher Clown, 1927), Marc Chagall (Parade, 1970), Andy Warhol, Willem de Kooning und Salvador Dalí (Venus und Seemann, 1925) sowie Werke japanischer Künstler. Die ausgestellten Werke wechseln regelmäßig, etwa 130 bis 200 Exponate der Dauerausstellung sind jederzeit zugänglich. Darüber hinaus finden viermal im Jahr Sonderausstellungen statt.